# Bộ Dân tộc và Tôn giáo
Bộ Dân tộc và Tôn giáo là một Bộ của Chính phủ Việt Nam có chức năng quản lý nhà nước về lĩnh vực công tác dân tộc và tôn giáo trong phạm vi cả nước; quản lý nhà nước các dịch vụ công thuộc phạm vi, lĩnh vực quản lý liên quan theo quy định của pháp luật. Bộ trưởng hiện nay là ông Đào Ngọc Dung.

## Lịch sử hình thành
- Ngày 03 tháng 5 năm 1946, thành lập Nha Dân tộc thiểu số[2] với chức năng, nhiệm vụ "Xem xét các vấn đề chính trị và hành chính thuộc về các dân tộc thiểu số trong nước và thắt chặt tình thân thiện giữa các dân tộc sống trên đất Việt Nam".
- Ngày 1 tháng 2 năm 1955, thành lập Tiểu ban Dân tộc Trung ương.[3]
- Ngày 6 tháng 3 năm 1959, thành lập Ủy ban Dân tộc thuộc Hội đồng Chính phủ[4] và có quyền hạn trách nhiệm ngang Bộ "Ủy ban Dân tộc có nhiệm vụ giúp Chính phủ nghiên cứu và thực hiện chính sách dân tộc nhằm tăng cường đoàn kết giữa các dân tộc theo nguyên tắc bình đẳng tương trợ và tạo điều kiện cho các dân tộc thiểu số tiến bộ mau chóng về mọi mặt theo chủ nghĩa xã hội".
- Ngày 29 tháng 9 năm 1961, Chính phủ quy định lại nhiệm vụ, quyền hạn và tổ chức bộ máy của Ủy ban Dân tộc "Ủy ban Dân tộc là cơ quan của Hội đồng Chính phủ, có trách nhiệm thực hiện chính sách dân tộc của Đảng và Nhà nước, nhằm tăng cường đoàn kết các dân tộc theo nguyên tắc bình đẳng và tương trợ, tạo điều kiện cho các dân tộc thiểu số cùng nhân dân toàn quốc tiến nhanh về mọi mặt lên chủ nghĩa xã hội".[5]
- Ngày 14 tháng 5 năm 1979, Ban Bí thư Trung ương Đảng quy định chức năng, nhiệm vụ và tổ chức Ban Dân tộc Trung ương và của các tỉnh: "Ban Dân tộc là cơ quan tham mưu, giúp việc của Trung ương (hoặc cấp ủy địa phương) về vấn đề dân tộc ít người".[6]
- Ngày 16 tháng 2 năm 1987, Hội đồng Nhà nước giải thể Ủy ban Dân tộc của Chính phủ[7]
- Ngày 25 tháng 8 năm 1988, Ban Bí thư Trung ương Đảng quy định chức năng, nhiệm vụ của Ban Dân tộc Trung ương có chức năng làm tham mưu tổng hợp cho Trung ương Đảng về công tác dân tộc thiểu số"[8]
- Ngày 11 tháng 5 năm 1990, Chủ tịch Hội đồng Bộ trưởng thành lập Văn phòng Miền núi và Dân tộc[9]
- Ngày 5 tháng 10 năm 1992, Bộ Chính trị hợp nhất hai cơ quan Ban Dân tộc Trung ương và Văn phòng Miền núi và Dân tộc thành Ủy ban Dân tộc và Miền núi[10] làm nhiệm vụ tham mưu cho Đảng về công tác dân tộc và miền núi
- Ngày 2 tháng 3 năm 1993, Uỷ ban Dân tộc và Miền núi thực hiện nhiệm vụ, quyền hạn và trách nhiệm quản lý nhà nước của Bộ, cơ quan ngang Bộ[11]
- Ngày 13 tháng 8 năm 1998, Ủy ban Dân tộc và Miền núi kiện toàn tổ chức.
- Ngày 5 tháng 8 năm 2002, đổi tên thành Ủy ban Dân tộc.[12]
- Ngày 18 tháng 2 năm 2004, Chính phủ kiện toàn tổ chức của Ủy ban Dân tộc[13]
- Ngày 18 tháng 2 năm 2025, Bộ Dân tộc và Tôn giáo được thành lập trên cơ sở Uỷ ban Dân tộc và tiếp nhận chức năng, nhiệm vụ quản lý nhà nước về tôn giáo từ Bộ Nội vụ. Ông Đào Ngọc Dung, Bộ trưởng Bộ Lao động, Thương binh và Xã hội được bầu giữ chức Bộ trưởng Bộ Dân tộc và Tôn giáo.[14]

## Lãnh đạo hiện nay
- Bộ trưởng: Đào Ngọc Dung, Ủy viên Trung ương Đảng, Bí thư Đảng ủy
- Thứ trưởng:
  - Hồ Văn Niên, Ủy viên Trung ương Đảng, Thứ trưởng thường trực [15]
  - Y Vinh Tơr, Ủy viên dự khuyết Trung ương Đảng, Phó Bí thư thường trực Đảng ủy [16][17]
  - Y Thông
  - Nông Thị Hà
  - Nguyễn Hải Trung

## Cơ cấu tổ chức
Từ ngày 1/3/2025, cơ cấu tổ chức của Bộ được thay đổi theo Điều 3, Nghị định số 41/2025/NĐ-CP ngày 26 tháng 2 năm 2025 của Chính phủ

### Các đơn vị thực hiện chức năng quản lý nhà nước
- Văn phòng
- Vụ Kế hoạch - Tài chính
- Vụ Tổ chức cán bộ
- Vụ Pháp chế
- Vụ Hợp tác quốc tế
- Vụ Chính sách
- Vụ Tuyên truyền công tác dân tộc, tôn giáo
- Ban Tôn giáo Chính phủ

### Các đơn vị sự nghiệp
- Học viện Dân tộc (Xuân Phương, Hà Nội)
- Trường Dự bị Đại học Dân tộc Trung ương Nha Trang (Nha Trang, Khánh Hòa)
- Trường Dự bị Đại học Dân tộc Sầm Sơn (Sầm Sơn, Thanh Hóa)
- Trường Dự bị Đại học Dân tộc Trung ương (Việt Trì, Phú Thọ)
- Trường Dự bị Đại học Thành phố Hồ Chí Minh
- Trường Phổ thông Vùng cao Việt Bắc (Thái Nguyên)
- Trung tâm Chuyển đổi số
- Báo VietNamNet
- Tạp chí Nghiên cứu Dân tộc và Tôn giáo

### Các tổ chức khác
- Văn phòng Chương trình mục tiêu quốc gia
- Ban Quản lý Dự án đầu tư chuyên ngành xây dựng

## Lãnh đạo qua các thời kỳ
| STT | Tên               | Nhiệm kỳ  | Dân tộc | Chức vụ                                                           |
| --- | ----------------- | --------- | ------- | ----------------------------------------------------------------- |
| 1   | Hoàng Văn Phùng   | 1946-1955 | Tày     | Giám đốc Nha Dân tộc Thiểu số                                     |
| 2   | Bùi San           | 1955-1959 | Kinh    | Trưởng Tiểu ban Dân tộc Trung ương                                |
| 3   | Chu Văn Tấn       | 1959-1960 | Nùng    | Trưởng ban Dân tộc Trung ương, Chủ nhiệm Ủy ban Dân tộc Chính phủ |
| 4   | Lê Quảng Ba       | 1960-1976 | Tày     | Trưởng ban Dân tộc Trung ương, Chủ nhiệm Ủy ban Dân tộc Chính phủ |
| 5   | Vũ Lập            | 1976-1979 | Tày     | Trưởng ban Dân tộc Trung ương, Chủ nhiệm Ủy ban Dân tộc Chính phủ |
| 6   | Hoàng Văn Kiểu    | 1979-1982 | Tày     | Trưởng ban Dân tộc Trung ương, Chủ nhiệm Ủy ban Dân tộc Chính phủ |
| 7   | Hoàng Trường Minh | 1982-1989 | Tày     | Trường Ban Dân tộc Trung ương                                     |
| 8   | Nông Đức Mạnh     | 1989-1992 | Tày     | Trường Ban Dân tộc Trung ương                                     |
| 9   | Hoàng Đức Nghi    | 1992-2002 | Tày     | Bộ trưởng, Chủ nhiệm Ủy ban Dân tộc và Miền núi                   |
| 10  | Ksor Phước        | 2002-2007 | Gia Rai | Bộ trưởng, Chủ nhiệm Ủy ban Dân tộc                               |
| 11  | Giàng Seo Phử     | 2007-2016 | H'Mông  | Bộ trưởng, Chủ nhiệm Ủy ban Dân tộc                               |
| 12  | Đỗ Văn Chiến      | 2016-2021 | Sán Dìu | Bộ trưởng, Chủ nhiệm Ủy ban Dân tộc                               |
| 13  | Hầu A Lềnh        | 2021-2025 | H'Mông  | Bộ trưởng, Chủ nhiệm Ủy ban Dân tộc                               |
| 14  | Đào Ngọc Dung     | 2025-nay  | Kinh    | Bộ trưởng Bộ Dân tộc và Tôn giáo                                  |